# Místokomorník
Místokomorník byl vysoce postaveným stavovským úředníkem. V Českém království se řadil mezi takzvané menší zemské úředníky (beneficiarii minores), ke kterým patřili také místosudí, místopísař, úředník královny, úředník podkomořího a menší písař. Po poradě se zemským soudem ho nejvyšší komorník jmenoval z řad rytířů, v předbělohorské době doživotně. Byl součástí pravidelně fungujícího úřadu desek zemských. Několik dnů před větším zemským soudem zasedal menší zemský soud, který byl tvořen menšími úředníky a jehož povinností bylo připravit jednání většího zemského soudu a vyřizovat spory nižší šlechty. 

## Seznam místokomorníků Českého království
- 1287 Tomáš ze Záběhlic
- 1297 Přisnobor
- 1352 Mikuláš z Božešic
- 1386 Oldřich Medek z Lešan
- 1387 Jimram z Říčan
- 1389 Jindřich z Rakovníka
- 1392 Jindřich z Kokovic
- 1400 Bohuněk z Puklice
- 1403 Chod z Mlázovic
- 1404 Mikeš z Chotěvic
- 1409–1419 Jaroslav z Budihostic a z Chlumčan
- 1437 Jan z Litovic
- 1449 Ctibor ze Zhudovic
- 1454–1471 Jan Doupovec z Doupova na Všetatech
- 1474 Léva z Mašťova[1]
- 1485–1486 Albrecht Ojíř z Očedělic[1]
- 1486–1487 Václav ze Svárova[1]
- 1488–1489 Aleš z Košetic[1]
- 1492 Bohuslav z Běhařova[1]
- 1496–1497 Aleš z Košetic[1]
- 1497–1503 Jeroným ze Skuhrova[1]
- 1510 Petr Trojanovic[1]
- 1515 Václav z Břežan[1]
- 1514–1523 (5. 2.) Mikuláš Bryknar z Brukštejna
- 1523 Jindřich Kamenický z Vitiněvsi
- 1528–1544 Burian Medek z Valdeka
- 1554–1555 Vilém z Hradešína
- 1555–1557 Jan Jeníšek z Újezda na Svrčovsi
- 1561–1564 Melichar Stolinský z Kopist
- 1570 Jindřich Vencelík z Vrchovišť
- 1572 Václav Sadovský ze Sloupna
- 1574–1575 Albrecht Novohradský z Kolovrat
- 1582–1586 Mikuláš Vratislav z Mitrovic na Kníně
- 1589–1611 Jaroslav Kinský ze Vchynic na Krakovci
- 1614–1622 (nebo 1623 ?) Humprecht III. Czernin z Chudenic (IV. 1570 – 22. 5. 1632)
- 1623–1625 Oldřich Bechyně z Lažan na Vlenicích
- 1625–1628 Bernard Hýzrle z Chodů ne Želibořích
- 1629–1637 nebo 1638[zdroj?] Šťastný Václav Pětipeský z Chýš (asi 1582 – 25. 7. 1638 Praha)
- 1640–1644 (21. 11.) Rafael Mišovský ze Sebuzína († 21. 11. 1644)
- 1646 Mikuláš z Gerštorfu
- 1649–1662 Adam Pecelius z Adlersheimu
- 1663–1670 Albrecht Kryštof Hložek ze Žampachu
- 1671–1673 Kašpar Maxmilián Bechyně z Lažan
- 1674–1691 Petr Mikuláš Straka z Nedabylic
- 1692–1698 Zikmund Leopold Šmidl ze Šmidu († 1698)
- 1698 (20. 11.) Václav Silvestr Smrčka z Mnichu
- 1700–1707 Adam Maxmilián Chanovský z Dlouhé Vsi
- 1709–1711 Jan Václav Kunaš z Machovic
- 1712–1720 Václav Kryštof Hložek ze Žampachu
- 1720 (6. 5.) – 1735 František Karel Pecelius z Adlersheimu († 1735)
- 1735–1740 Ignác Humbert Bechyně z Lažan
- 1743–1749 Jan Václav Vražda z Kunvaldu
- 1749 Václav Josef Oudrcký z Oudrče
- 1751–1771 Jan Václav z Astfeldu
- 1771 (16. 3.) – 1778 (3. 10.) Jan Václav Vražda z Kunvaldu († 3. 10. 1778)
- 1778 (13. 11.) František z Běšin
- 1779–1781 (16. 5.) František Xaver z Turby († 16. 5. 1781)

## Seznam místokomorníků Moravského markrabství
- 1494 Vratislav I. z Pernštejna († 16. 1. 1496)
- 1500 Vaněk z Boskovic
- 1512–1515 Václav Berka z Dubé
- 1516 Václav z Lomnice
- 1516–1522 (1518 Olomouc) Heralt ze Sovince
- 1517 (Brno) Petr ze Sovince na Doubravicích
- 1517–1518 (Brno) Hynek z Dubé
- 1520 (Brno) Albrecht z Lichtenburka
- 1522 (Olomouc) Jan z Kunovic
- 1535–1539 Tobiáš z Boskovic
- 1537 (Olomouc) Hynek z Vrbna
- 1539–1547 Půta z Ludanic
- 1545 Vilém Kuna z Kunštátu
- 1548–1550 Jan Jetřich z Boskovic
- 1547–1552 Václav Berka z Dubé
- 1554 Albert Veveřský z Ludanic
- 1555 Jan Jetřich z Boskovic
- 1557–1561 Albrecht z Boskovic
- 1560 Jindřich z Hardeggu
- 1566 Zdeněk z Rožmitálu a Jindřich ze Šternberka
- 1569 Václav z Boskovic
- 1569 Jan starší ze Žerotína
- 1575 Hynek z Valdštejna
- 1586–1587 Bedřich ze Žerotína
- 1588 Hynek z Valdštejna
- 1590 Jindřich Slavata z Chlumu
- 1591 Smil Osovský z Doubravice (březen 1548 Valeč – 13. 2. 1613 Třebíč) – poprvé
- 1593–1598 Bedřich ze Žerotína
- 1594–1595 Smil Osovský z Doubravice (březen 1548 Valeč – 13. 2. 1613 Třebíč) – podruhé
- 1599 Karel ze Žerotína
- 1526–1630 František kardinál z Dietrichsteinu (22. 8. 1570 Madrid – 19. 9. 1636 Brno)
- 1635 Kryštof Pavel z Liechtensteinu
- 1637 Lev Burian Berka z Dubé
- 1648 Adam Ladislav z Věžník